# Louis Stettner
Louis Stettner (7. listopadu 1922 – 13. října 2016) byl americký fotograf, jehož tvorba zahrnovala pouliční scény, portréty a architektonické snímky New Yorku a Paříže. Jeho dílo je vysoce ceněno pro svou lidskost a zachycování života a reality lidí a ulic. Od roku 1947 fotografoval Stettner změny v lidech, kultuře a architektuře obou měst. Ve fotografování New Yorku a Paříže pokračoval až do své smrti.
Díla Louise Stettnera posmrtně spravuje společnost Louis Stettner Estate.

## Životopis
Louis Stettner se narodil v Brooklynu, New York, kde byl jedním ze čtyř dětí. Jeho otec byl truhlář a Louis se vyučil jako mladý a vydělané peníze využíval na podporu své rostoucí lásky k fotografii. V dětství dostal krabicový fotoaparát. Jeho rodina jezdila na výlety na Manhattan a navštěvovala muzea, včetně Metropolitního muzea umění, kde začal jeho vztah k umění.
Ve svých osmnácti letech, v roce 1940, Stettner narukoval do armády Spojených států a stal se válečným fotografem v Evropě pro Signal Corps. Po krátkém působení v Evropě byl poslán na Novou Guineu, Filipíny a Japonsko.

## Kariéra
Po návratu z války se Stettner připojil k Photo League v New Yorku. V roce 1946 navštívil Paříž a v roce 1947 se tam přestěhoval. V letech 1947 až 1949 studoval na „Institut des Hautes Études Cinématographiques“ v Paříži a získal titul bakaláře umění ve fotografii a kinematografii. Cestoval mezi New Yorkem a Paříží téměř dvě desetiletí a nakonec se v roce 1990 natrvalo usadil v Saint-Ouen poblíž Paříže. Ale i nadále se často vracel do New Yorku.
Stettnerovo odborné působení v Paříži začalo dokumentováním života v poválečné obnově. Zachycoval každodenní život obyčejných lidí. Podle tradice Photo League chtěl zkoumat pouta, která spojují lidi navzájem. V roce 1947 byl stejnou organizací požádán, aby uspořádal výstavu francouzských fotografů v New Yorku. Shromáždil díla některých z největších fotografů své doby, včetně takových jako byli Doisneau, Brassaïe, Boubat, Izis nebo Ronis. Výstava měla velký úspěch a byla z velké části zhodnocena ve výročním čísle U. S. Camera. Stettner zahájil řadu pravidelných setkání s Brassaïem, který byl skvělým rádcem a měl významný vliv na jeho práci. V roce 1949 měl Stettner svou první výstavu v „Salon des Indépendants“ ve Francouzské národní knihovně v Paříži.
V roce 1951 bylo jeho dílo zařazeno na významnou výstavu Subjektivní fotografie v Německu. Během 50. let působil na volné noze pro Time, Life, Fortune a Du (Německo). Zatímco v Paříži se znovu spojil s Paulem Strandem, který také opustil New York kvůli politické nesnášenlivosti McCarthyho éry – Strand byl zakladatelem společnosti Photo League, která byla během těch let na černé listině a poté zakázána.
V 70. letech Stettner strávil více času v New Yorku, kde učil na Brooklyn College, Queens College a Cooper Union.

## Samostatná práce
Ve své vlastní tvorbě se Stettner zaměřil na dokumentování života dělnické třídy v Paříži i New Yorku. Měl pocit, že města patří lidem, kteří tam žijí, ne turistům nebo návštěvníkům. Jeho výchova způsobila, že věnoval velkou péči zachycení prosté lidské důstojnosti dělnické třídy. Zachytil také pozoruhodné architektonické snímky obou měst, včetně mostů, budov a monumentů.
Fotografované subjekty a série zahrnovaly:
- New York od roku 1946 do současnosti
- Penn Station[5]
- The Subways
- Wall Street
- Brooklyn Bridge
- The Seine
- The Bowery
- The Workers
- Early Paris

Stettner vytvořil známé snímky, včetně: Aubervilliers, Brooklyn Promenade, Twin Towers a Sea Gull, Penn Station a Socha svobody, Battery Park.
Ve svých devadesáti letech se Stettner obrátil k velkoformátové kameře rozměrů, jaké používal jeho hrdina Paul Strand; 8×10 Deardorff, aby s pomocí své manželky Janet fotografoval detaily krajiny Les Alpilles v Provence, kde často maloval Van Gogh.

## Ocenění

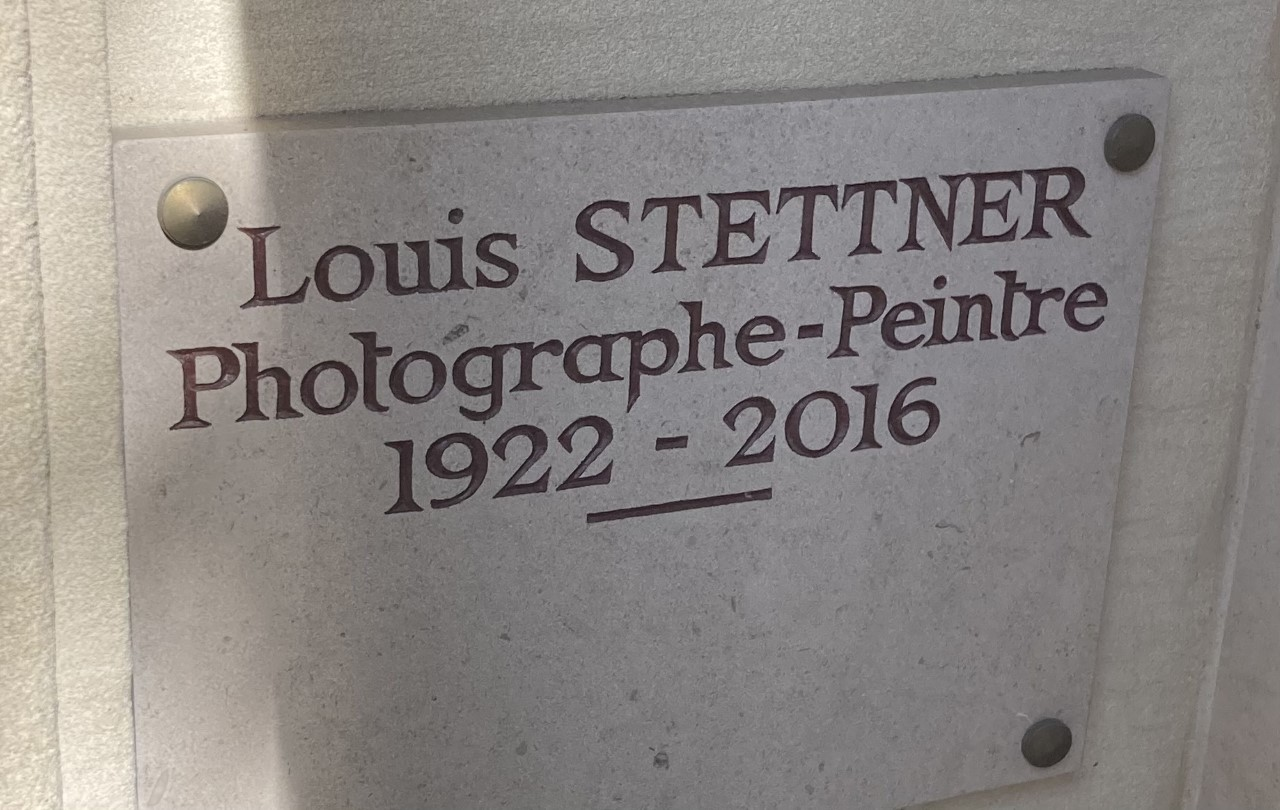
Umělcův hrob na hřbitově Montmartre

Stettner obdržel řadu vyznamenání a v roce 1950 byl jmenován nejlepším novým fotografem Life. V roce 1975 vyhrál první cenu v soutěži Pravda World Contest.

## Muzea obsahující dílo Stettnera
- Addison Gallery of American Art, Phillips Academy, Andover, MA
- Akron Art Museum, Akron, OH
- Art Institute of Chicago, Chicago[6]
- Bibliothèque historique de la ville de Paris[6]
- Bibliothèque Nationale de France, Paříž[6]
- Brooklynské muzeum umění, Brooklyn[6]
- Clevelandské muzeum umění, Cleveland[6]
- Mezinárodní centrum fotografie, New York[6]
- Židovské muzeum Berlín
- Losangeleské muzeum umění – LACMA, Los Angeles
- Maison Européenne de la Photographie, Paříž[6]
- Merrill Lynch Art Collection, New York
- Metropolitní muzeum umění, New York[6]
- Microsoft Art Collection, Seattle
- Muzeum umění a kultury v Montaně, Missoula, MT
- Musée Carnavalet, Paříž
- Muzeum výtvarného umění, Boston[6]
- Musée de l'Élysée, Lausanne[6]
- Musée de l'Elysee, Paříž[6]
- Muzeum moderního umění, New York[6]
- Muzeum města New York
- New Britain Museum of American Art New Britain, Connecticut
- New York Public Library, New York
- Sanfranciské muzeum moderního umění, San Francisco[6]
- Smithsonův institut, Washington, DC[6]
- Victoria and Albert Museum, Londýn[6]
- Muzeum amerického umění Whitneyové, New York[6]

## Vybrané výstavy
- Louis Stettner, Limelight Gallery, 17. srpna – 27. září 1954
- What's New: Recent Acquisitions in Photography. (Co je nového: Nedávné akvizice ve fotografii.) Whitney Museum of American Art, New York, 2001
- Star Spangled Spirit. Galerie Bonni Benrubi, New York, 2002
- City Streets (Městské ulice). Muzeum umění Samuela P. Harna, Gainesville, Florida, 2003
- Nejnovější fotografie Louise Stettnera. Galerie Marion Meyer, Paříž, 2003
- Full House: Views from the Whitney's Collection at 75. Whitney Museum of American Art, New York, 2006
- Galerie Bonni Benrubi, New York, 2006
- Louis Stettner: Fotograf. Kamera, Berlín, 2006
- Louis Stettner: Streetwise. Galerie Bonni Benrubi, New York, 2006
- Fotografía Contemporánea (Současná fotografie). Národní muzeum umění, Santiago, Chile, 2006

## Vybrané knihy a portfolia
- Paříž-New York. Paris, New York: Two Cities Publications, 1949. Portfolio 10 fotografií, úvod: Brassaï.
- Dělníci: Dvacet čtyři fotografií. New York: Stettner Studio, 1974. Portfolio.
- Ženy. New York: Stettner Studio, 1976. Portfolio 22 fotografií.
- Sur le Tas. Paříž: Cercle d'Art, 1979.ISBN 2-7022-0129-6. Kniha 156 fotografií, úvod: François Cavanna. (francouzsky)
- Rané radosti: Fotografie z let 1947–1972. New York: Janet Iffland, 1987.ISBN 0-9618482-0-0. Úvod: Brassaï.
- Louis Stettner: New York, 1994. Kempen, New York: Te Neues; Paříž, Flammarion, 1993.ISBN 3-8238-1443-5.
- Sous le ciel de Paris. Paříž: Parigramme, 1994.ISBN 2-84096-193-8. Úvod: Françoise Cavanny. (francouzsky)
- Louis Stettner's New York, 50. – 90. léta 20. století. New York: Rizzoli, 1997.ISBN 0-8478-2004-1.
- Louis Stettner: Americký fotograf, Paříž: Suermondt-Ludwig-Museum Aachen, 11. ledna-9. März 1997. Aachen: Museum der Stadt Aachen, Suermondt-Ludwig Museum, 1997.ISBN 3-929203-15-4. (německy)
- Louis Stettner. Kolekce fotografií Poche. Paříž: Nathan, 1998.ISBN 2-09-754126-7. Úvod Françoise Bernheima. (francouzsky)
- Louis Stettner: Moudrost křičí v ulicích. Paříž: Flammarion, 1999.ISBN 2-08-013673-9.
- Louis Stettner: Sophisme, fotografie 1990 – 1999. Neuchâtel: Ides et Callendes, 1999. Text Michèle Auer. (francouzsky)
- Chile en el corazón. Santiago: LOM, 2001.ISBN 956-282-394-6. (španělsky)

## Vybrané eseje a knihy Louise Stettnera
- De „l'objectivité nouvelle“ à la „photographie subjective“. Antwerp: Gevaert, 1953. (francouzsky)
- 35 mm Photography, editor. U.S. Camera Co., 1956.
- History of the Nude in American Photography, editor. New York: Fawcett, 1966.
- Weegee the Famous, editor. New York: Knopf, 1978.
- „Cézanne's Apple and the Photo League,“ Aperture, č. 112 (podzim 1988), s. 14–35